# Centre de chèques postaux
 (octobre 2023).
Si vous disposez d'ouvrages ou d'articles de référence ou si vous connaissez des sites web de qualité traitant du thème abordé ici, merci de compléter l'article en donnant les références utiles à sa vérifiabilité et en les liant à la section « Notes et références ».
Pour les articles homonymes, voir CCP.

Le centre de chèques postaux d'Orléans-la-Source

Les centres de chèques postaux (aussi abrégés CCP) étaient des centres chargés de la gestion des comptes courants et des chèques postaux au sein des services financiers de la Poste française. Ils n'existent plus depuis la création de la Banque Postale au 1er janvier 2006 et qui a repris l'ensemble des activités des anciens CCP.  

## Fonctionnement
Les CCP n'étaient pas un établissement bancaire, et à ce titre ne proposaient aucun crédit à leurs clients, qu'ils soient particuliers ou non. Le titulaire d'un CCP ne pouvait pas avoir de débit sur son compte ; si cela pouvait être constaté, le CCP teneur du compte envoyait une lettre comminatoire au titulaire lui intimant l'ordre de réapprovisionner son compte au plus vite (quelques jours de délai - au plus dix - étaient accordés).  

## Historique

### Fondation
Les CCP sont créés par la loi du 7 janvier 1918  présentée par le ministre des PTT de l'époque, Étienne Clémentel. Toute personne majeure pouvait s'adresser à un bureau de poste pour demander l'ouverture d'un compte. À l'époque, le compte n'était pas utilisé par les commerçants, car le chèque postal, apparu environ sept ans après la création des CCP, n'avait pas les mêmes qualités et fonctions que les chèques émis par une banque en France. Seuls trois services de gestion en 1918 étaient affectés à la gestion de ce type de compte sur toute la France à Paris, Lyon et Limoges.      
Les CCP voient leur développement progresser, surtout après 1945, avec les paiements des salaires par virement. Mais les CCP étaient considérés par les banques françaises comme « la banque des pauvres ou de fonctionnaires » car le total des encours des CCP était très faible par rapport aux encours des banques : environ 7 à 10 % du total des encours en banques[réf. nécessaire].       
À compter d'avril 1975, les CCP procèdent gratuitement à la diffusion de carte de retrait d'argent liquide, appelée « carte 24/24 » et valable sur les appareils uniquement du réseau postal. Les premiers distributeurs sont installés à partir de mars 1975, dans les villes importantes ou moyennes : ils étaient environ 650 l'année de leur création. Ces cartes n'étaient évidemment pas des cartes de paiement, comme l'était la carte bleue de l'époque diffusée depuis 1967 par le Groupe Carte Bleue . Les cartes diffusées par les CCP permettaient exclusivement de retirer de l'argent liquide.     
En janvier 1985, les CCP commencent à diffuser la carte bancaire, tout en maintenant la diffusion de la carte de retrait 24/24, qui continue à être gratuite. Cette diffusion de la carte bleue est la conséquence pour la Poste de son entrée en 1984 au Groupement des cartes bancaires CB et de l'interbancarité des cartes bleues sur le territoire français.      
Anciens centres régionaux des services financiers de la Poste (CRSF) jusqu'au 31 décembre 2005, ils deviennent les centres financiers actuels de La Banque postale à compter du 1er janvier 2006.  
Les comptes bancaires sont ainsi gérés et administrés par le centre financier dont dépend géographiquement le client, en gardant à l'esprit qu'un client peut procéder à l'ensemble de ses opérations dans tous les bureaux de Poste français, le réseau bancaire postal étant national.
Par exemple, un client parisien déménageant à Lyon, son compte restera au centre financier parisien ; il n'a aucune obligation de faire un transfert de compte et de se faire gérer par le centre financier lyonnais.
Les comptes épargnes de la Poste, créés en 1881 à partir de la naissance de la Caisse nationale d'épargne (CNE), comme le livret A mis à la disposition des clients dès l'ouverture de la CNE ou le livret de développement durable et solidaire qui fut mis en place par le gouvernement Mauroy, sont gérés et administrés par la CNE.

### Création de La Banque postale
La Banque postale est créée officiellement le 1er janvier 2006 et reprend l'activité des CCP.

## Listes des centres financiers
Parmi les 23 centres financiers en service , 19 se trouvent en France métropolitaine :
- Paris Île-de-France (code guichet : 00001 ; le numéro de compte se termine par 20)
- La Source (Orléans) (code guichet : 01012 ; le numéro de compte se termine par 33) - ce centre a été utilisé à plusieurs périodes, notamment dans les années 1970, pour les usagers résidant en région parisienne, le centre de Paris ayant atteint sa capacité maximale
- Ajaccio (code guichet : 01000 ; le numéro de compte se termine par 21)
- Bordeaux (code guichet : 01001 ; le numéro de compte se termine par 22). N'existe plus. Désormais, c'est à Bobigny (93) que les chèques sont traités.
- Châlons-en-Champagne (20041 ; code guichet : 01002 ; le numéro de compte se termine par 23)
- Clermont-Ferrand (code guichet : 01003 ; le numéro de compte se termine par 24)
- Dijon (code guichet : 01004 ; le numéro de compte se termine par 25)
- Grenoble (code guichet : 01017 ; le numéro de compte se termine par 28)
- Lille (code guichet : 01005 ; le numéro de compte se termine par 26)
- Limoges (code guichet : 01006 ; le numéro de compte se termine par 27)
- Lyon (code guichet : 01007 ; le numéro de compte se termine par 38)
- Marseille (code guichet : 01008 ; le numéro de compte se termine par 29)
- Montpellier (code guichet : 01009 ; le numéro de compte se termine par 30)
- Nancy (code guichet : 01010 ; le numéro de compte se termine par 31)
- Nantes (code guichet : 01011 ; le numéro de compte se termine par 32)
- Rennes (code guichet : 01013 ; le numéro de compte se termine par 34)
- Rouen (code guichet : 01014 ; le numéro de compte se termine par 35)
- Strasbourg (code guichet : 01015 ; le numéro de compte se termine par 36)
- Toulouse (code guichet : 01016 ; le numéro de compte se termine par 37)

4 autres se situent dans les régions d'outre-mer : 
- Guadeloupe (Jarry / Baie-Mahault / Basse-Terre) (code guichet : 01018 ; le numéro de compte se termine par 15)
- Guyane (Cayenne) (code guichet : 01019 ; le numéro de compte se termine par 16)
- Martinique (Fort-de-France) (code guichet : 01020 ; le numéro de compte se termine par 17)
- Réunion (Saint-Denis) (code guichet : 01021 ; le numéro de compte se termine par 18)

## Répartition géographique des centres financiers
Au 1er janvier 2016, toutes les régions françaises sont dotées d'au moins un centre financier. Certaines d'entre elles en possèdent plusieurs :
- trois centres pour :
  - le Grand Est (Strasbourg, Nancy et Châlons-en-Champagne) ;
  - l'Auvergne-Rhône-Alpes (Lyon, Grenoble et Clermont-Ferrand) ;
- deux centres pour :
  - la Nouvelle-Aquitaine (Bordeaux et Limoges) ;
  - l'Occitanie (Toulouse et Montpellier) ;
  - un seul centre pour la région des Hauts-de-France (Lille).